# Epirrita christyi
Epirrita christyi là một loài bướm đêm trong họ Geometridae.

## Hình ảnh

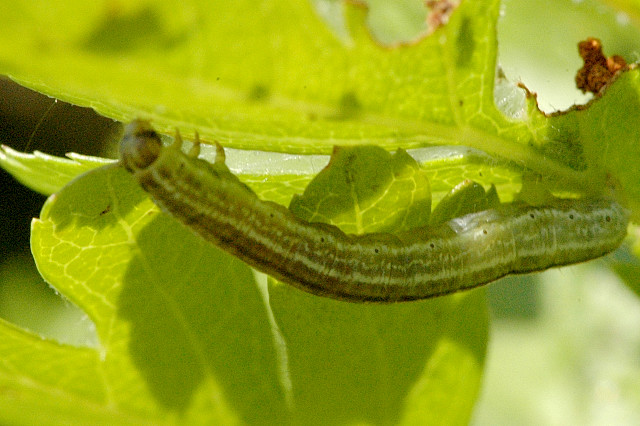
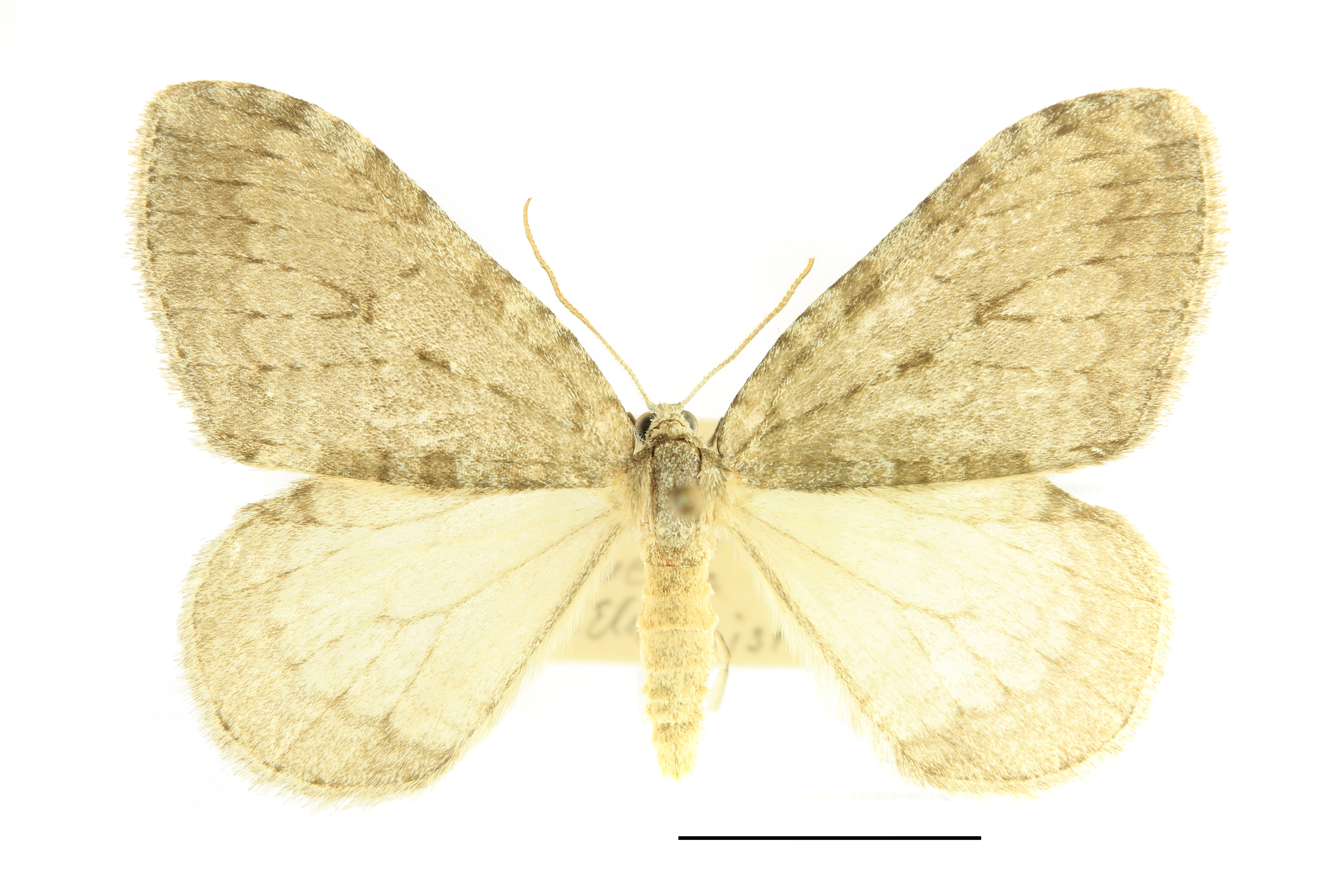
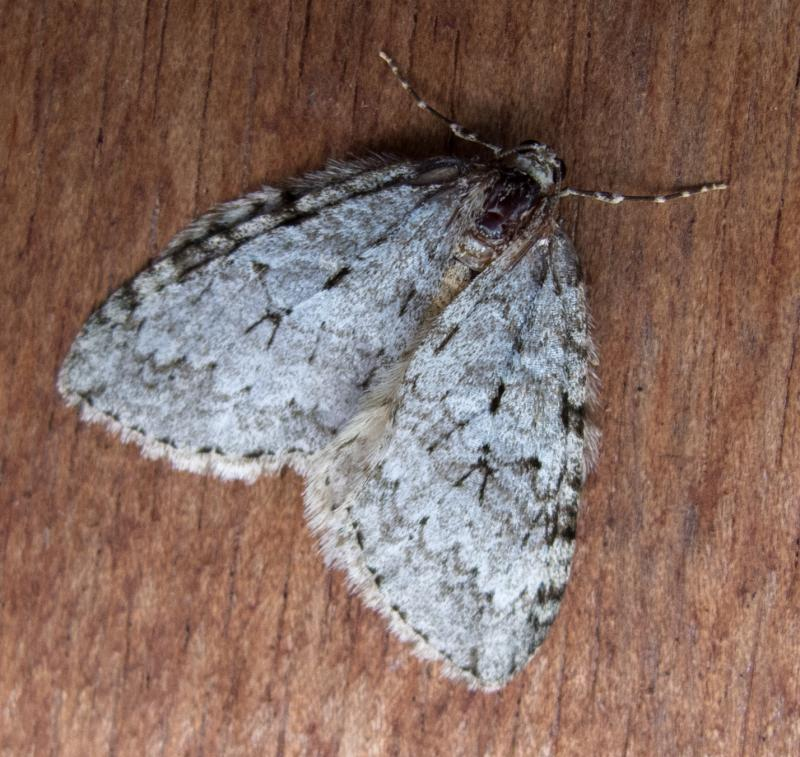